# すみだしんや
すみだ しんや（Shinya Sumida・2月4日生まれ）は、日本の作曲家、編曲家。大阪府吹田市出身。La Gauno所属。本名は炭田 慎也。

## 略歴
1994年よりライブサポートを開始。1997年にはスタジオレコーディングに参加、1999年からはTV、ラジオ、楽曲提供など幅広く活動。2003年からは楽曲提供（作曲）に専念。
2011年、作曲を手掛けたAKB48『フライングゲット』が「第53回日本レコード大賞」にて大賞を受賞。また同曲は、JASRAC主催のJASRAC賞で2013年（2012年度）の銀賞を受賞した。
2017年、作曲を手掛けた乃木坂46『インフルエンサー』が「第59回日本レコード大賞」にて大賞を受賞。

## 提供作品
あいコンP°arty
- 「On my way -光を掴むまで-」（作曲）

あっぷる学園応援部
- 「CLOVER」（作曲）

安藤希
- 「PLACE」（編曲）
- 「タカラモノ」（編曲）
- 「CANDLE」（編曲）
- 「花」（編曲・ギター・キーボード）
- 「そら」（編曲・ギター・キーボード）
- 「MY FRIEND」（編曲・アコースティック・ギター・ギター）
- 「CANDLE」（編曲）
- 「Spring Song」（編曲・ギター）

上戸彩
- 「Pieces」（作曲）

A応P
- 「愛がなくちゃ戦えない」（作曲）

AKB48グループ
- AKB48
  - 「フライングゲット」（作曲）
  - 「思い出のほとんど」（作曲）
  - 「最後のドア」（作曲）
  - 「点滅フェロモン」（作曲）
  - 「檸檬の年頃」（作曲）
  - 「ピンと来た」（作曲）

- AKB48 チームサプライズ
  - 「1994年の雷鳴」（作曲）
  - 「ハングリーライオン」（作曲）

- SKE48
  - 「花火は終わらない」（作曲）

- NMB48
  - 「ナギイチ」（作曲）
  - 「ピーク」（作曲）
  - 「夢の名残り」（作曲）

- チームドラゴン from AKB48
  - 「世界中の雨」（作曲）

- Not yet
  - 「元カレが結婚する時」（作曲）

大竹佑季
- 「tasogare」（作曲）

ガーディアンズ4
- 「いつかどこかで。」（作曲）

河内美里
- 「ゆめみるあさ」（作曲）

神谷浩史
- 「Q.E.D.」（作曲）

KAmiYU
- 「Believing」（作曲）

キラキラ
- 「乙女ゴコロ・花吹雪」（編曲・ギター）

桐野かんな
- 「I wish」（編曲・ギター）
- 「LOOK AT ME」（作曲・編曲・ギター）
- 「遠い約束 〜day by day〜」（編曲・ギター）
- 「Thank you for your love」（作曲・編曲・ギター）

越架緒莉
- 「きっとまた会える」（編曲・ギター）
- 「ちっぽけな嘘」（編曲・ギター）
- 「手をのばしたら…」（編曲・ギター）

CONNECT
- 「ケッパッチャッテ」（作曲）

JUNE
- 「Pride of Tomorrow」（作曲）

姿月あさと
- 「ENCOREの楽園」（作曲）
- 「Actress」（作曲）

私立恵比寿中学
- 「チャイム!」（作曲）

島谷ひとみ
- 「kokoro」（作曲）

3B junior
- 「また明日」（作曲・編曲）

高木梓
- 「LAST ORDER」（編曲・ギター）
- 「Goin' Love」（編曲・ギター）

高橋みなみ
- 「錆びたロック」（作曲）

Task have Fun
- 「逆光」（作曲）
- 「星フルWISH」（作曲）
- 「ima cococala」（作曲）
- 「ひと夏ボーダー」（作曲）
- 「メリクる？」(作曲)

超新星
- 「p.s.」（作曲）

つりビット
- 「真夏の天体観測」（作曲）
- 「サバイバルドリーム」（作曲）
- 「バニラな空」（作曲）
- 「恋のマジカルスイーツ 〜あなたの恋を叶えます〜」（作曲）
- 「ラムネ色のスケッチ」（作曲）
- 「負けないガッツ 〜いつか世界を釣り上げます〜」（作曲）
- 「桜じゅうたん」（作曲）
- 「釣り銭はいらねぇぜ」（作曲）
- 「'Cause you make me happy」（作曲）
- 「ひまなつり」（作曲）
- 「プリマステラ」（作曲）

トリオ・ザ・シャキーン
- 「愛しのナポリタン」（Larry Forsberg・Lennart Wastesson・Sven-lnge Sjobergと共作曲）

AAA
- 「SHEの事実」（作曲）

DOLLCHESTRA
- 「 ベジ・ラブ・ルー 」　(作曲)

乃木坂46
- 「インフルエンサー」（作曲）
- 「意外BREAK」（作曲）

はちきんガールズ
- 「偽りの天国はイラナイ」（作曲・編曲）

Fire Lily
- 「True to my heart 〜大切な想い〜」（作曲）

FTISLAND
- 「I chage for you」（作曲）

ヒラタアキヒロ
- 「ありがとう〜すべてのひとに」（全編曲・サウンドプロデュース・ギター・キーボード）
- 「STYLE」（全編曲・サウンドプロデュース・ギター・キーボード）
- 「七夕伝説」（編曲）

4L
- 「Ai Ai Ai」（編曲・ギター）

Hey! Say! JUMP
- 「KISS Diary」（作曲）

V6
- 「Time's on my side」（作曲）

松田美穂
- 「めざめ」（作曲）

MARIA
- 「未来への軌跡」（作曲）

三田あいり
- 「midnight blue 〜タビダチノトキ〜」（作曲）

みゆき&ノブフキ
- 「どっちどっち」（作曲）

melody.
- 「Believe Me (Japanese Version)」（作曲）
- 「Stay with me」（作曲）
- 「Never Goodbye」（作曲）

MODE
- 「together」（編曲・ギター）
- 「even if」（編曲・ギター）

ももいろクローバー
- 「きみゆき」（作曲）

森川美穂
- 「Eternal Castle 」（作曲）
- 「glad」（作曲）

森田有希
- 「ショートメール」（編曲・ガットギター）
- 「心の翼」（編曲・アコースティック・ギター）
- 「あなたでよかった」（編曲・アコースティック・ギター）

米倉千尋
- 「Gift 〜永遠のまなざし〜」（作曲）
- 「Goodbye Days」（作曲）

遊助
- 「Tropical」（作曲）

r.o.r/s
- 「CRY-MAX」（原一博と共作曲）

### アニメソング
神のみぞ知るセカイ
- 「God only knows 第五幕」（mixakissaと共作曲）
- 「God only knows」（M.C.E.・mixakissa・木村香真良・前口渉・柳田しゆと共作曲）

Caligula -カリギュラ-
- 「Tir na nOg」（作曲）

ハヤテのごとく!
- 「Teenage Diary」（作曲）

キラッとプリ☆チャン
- 「sunshine smiles」（作曲）

## レコーディング参加
平栗仁
- 「翼を失くした鳥のように」（アコースティック・ギター）